# 吉林漢姆 (多塞特郡)
吉林漢姆（i/ˈɡɪlɪŋəm/）是英格蘭多塞特郡的一個城鎮和民政教區，也是多塞特郡最北的城鎮。在2011年英國人口普查時，吉林漢姆民政教區有人口11,756人。